# 공학
공학(工學) 또는 엔지니어링(영어: engineering)은 공업 분야의 응용과학 기술을 연구하는 학문 또는 과학적, 경제학적, 사회적 원리와 실용적 지식을 활용하여 새로운 제품, 도구, 건축물 · 조형물, 시설 등을 만드는 것에 관한 학문이다. 공학의 영역은 넓고, 여러 가지 분야로 세분화되어 있다.

## 개요
공학이라 하면 수학과 자연과학을 기초로 해서 공동의 안전, 건설 복지를 위해서 유용한 사물이나 환경을 구축하는 것을 목적으로 하는 학문이다.
공학은 대부분의 분야에서 수학, 물리학, 화학 등의 자연과학을 기초로 하고 있으나, 공학과 자연과학의 차이점은 있다. 어떤 현상을 눈앞에 두고 자연과학도는, “이 현상은 어떻게 된 것 일까?”나 “왜 그렇게 되는 것일까?”라고 하는 이미 존재하고 있는 상태의 이해를 추구하는 것에 반해, 공학은 '어떻게 하면 지금은 존재하지 않는 상태나 물건을 현실에 만들 수 있을까'를 추구하는 점이 있다. 어쩌면 '어떻게 하면 목표로 하는 성과에 도달할 수 있을까'라고 하는 목적성을 가지고 있다고도 볼 수 있다.
그러므로 공학은 안전성, 경제성, 보안성 등 실용적인 관점에서 평가 및 판단을 한다. 사용할 수 있는 시간, 인원, 예산의 제약 속에서 공학적 목적을 달성하기 위한 기술적 검토와 그 평가를 공학적 타당성이라고 하며, 공학적인 성질의 분석에는 환경 적합성, 사용성, 정비성(整備性, Maintainability), 수명주기비용 등 (질량, 속도같이 즉물적으로 단순하게 측정 가능한 성질과는 다르게, 인간에 대한 배려를 기본으로 한다.) 평가 방법이 필요한 것이 많다. 그렇게 해서 평가방법의 개발도 공학의 중요한 분야이다.
또한 공학은 다른 학문의 성과를 사회에 환원하기 위한 기술의 개발이라고 하는 면에서 공동의 복지에 대한 배려도 필요하며, 공학 각 분야의 학회에 이론적인 내용을 쌓아 놓은 신조(Creed）가 정해져 있다.
현대의 모든 사람들이 이용하고 있는 의미로서의 ‘엔지니어링’(engineering)이라고 하는 용법은 18세기에 돼서 생겨난 것이지만 ‘엔지니어링’의 개념에 합치하는 행위는 고대부터 행해져왔다고 생각되고 있다.
공학을 실천하는 것을 엔지니어(engineer) 또는 기술자라고 부른다.

## 역사
‘엔지니어링’이라고 하는 단어는 꽤 최근에 생겨난 것이지만, 그 단어가 있기 전에 엔지니어(engineer, 기술자) 라고 하는 단어는 존재해 있었다. ‘engineer’는 ‘engine’‘’에 접미사인 ‘-er’이 붙은 형태를 하고 기관을 조작하는 사람을 의미한다. ‘engineer’가 군용 병기 제작자의 의미로 쓰인 문헌이 1325년 경에 있었다. 동시에 ‘engine’은 ‘전쟁에 사용되는 기계장치’, 즉, 무기라는 의미가 있었다. ‘engine’의 어원은 1250년 경 라틴어의 잉게니움(ingenium)으로부터 생긴 말로, 잉게니움은 천성, 성질 특히 재능을 뜻하고, 거기서부터 파생된 기발한 발명품의 의미를 가지고 있다.
후에 민간의 다리나 건축물의 건설법이 공학 분야로서 발전함에 따라 'civil engineering(토목공학)'으로 불리게 되었다. 애초에 'engine'이 무기를 의미한 것이기 때문에, 군사와는 관련이 없는 분야라는 것을 보이기 위해 'civil(시민)'이라는 단어를 붙이게 된 것이다.
다시 말하자면, 18세기 이전에 군사기술만을 의미하던 'engineering‘이라는 단어가 'civil engineering(=군사이외의 기술)'이 발전함에 따라 에너지 등을 이용해서 편의를 얻는 기술 전반을 가리키게 된 것이다. 근대적인 공학의 개념은 상기한 경위로 형성된 것이지만, 인류의 역사를 좀 더 거슬러 올라가 밝혀내서 찾아본다면 고대에도 근대공학과 일치하는 개념을 발견할 수 있다.

### 고대
알렉산드리아의 등대, 이집트의 피라미드, 바빌론의 공중정원, 그리스의 아크로폴리스와 파르테논 신전, 고대 로마의 수도와 도로나 콜로세움, 마야문명, 잉카제국, 아스테카의 테오티우아칸 등의 도시나 피라미드, 만리장성 등은 고대의 공학의 정교함과 기능을 보여준다.
최초로 토목기술자로 이름이 알려진 인물로는 임호테프가 있다. 이집트의 파라오인 조세르왕을 섬기면서, 기원전 2630년부터 기원전 2611년쯤 사카라에서 조세르왕의 피라미드(계단식 피라미드)의 설계와 건설 감독을 한 것으로 보인다..
고대 그리스에는 민간용과 군사용 양쪽의 분야에서 기계가 개발되었다. 안티키테라 섬의 안티키테라 기계가 알려진 것 중 세계에서 가장 오래된 아날로그 컴퓨터라고 하며, 아르키메데스가 발명한 기계는 초기 기계공학의 한 예이다. 그 후로 기계에 차동기어 또는 유성기어의 지식이 필요해지면서 그 두 가지 기계이론의 중요한 원리가 산업혁명의 기어 트레인의 설계를 도와주었으며 지금까지도 로봇공학이나 자동차공학 등 여러 가지 분야에 넓게 사용되고 있다..
기원전 4세기경엔 그리스에 투석기가 개발되었고, 중국과 그리스, 로마의 삼단범선은 물론, 바리스타나 캐터펄트라고 하는 복잡한 기계식 병기가 사용되고 있었다. 중세에는 트레뷰셋이 개발되었다.

### 르네상스기(期)
월리엄 길버트는 1600년에 De Magnete을 저술하고, electricity(전기)라고 하는 단어를 세계 최초로 사용했다는 점에서 전기공학자의 창시자로 여겨지고 있다.
기계공학에서는 토머스 세이버리가 1698년에 세계 최초의 증기기관을 만들었다.이 증기기관의 개발이 산업혁명을 이끌어 대량 생산의 시대를 열었다.
18세기에는 공학을 전문으로 하는 전문직이 확립되고, 공학은 수학이나 과학을 응용하는 분야만을 가리키게 되었다. 동시에 그때까지 군사와 토목으로 나뉘어 있던 공학에 단순한 기술로 간주되었던 기계제작까지 공학의 한 부분으로 추가되었다.

### 근현대
1800년대의 알렉산드로 볼타의 실험이 있고 그 후 마이클 패러데이나 게오르크 옴 등의 선구자의 실험을 거쳐 1872년에 전동기가 발명된 것이 전기공학의 발단이다.19세기 후반에는 제임스 와트, 제임스 맥스웰과 하인리히 헤르츠의 성과에 따라 전자공학이 시작되었다. 그 후, 진공관이나 트랜지스터의 발명에 의해 전자공학의 발전이 가속되어 지금은 전자공학이 공학 중에도 특히 기술자가 많은 영역이 되었다.
토마스 세이버리와 제임스 와트의 발명에 의해 기계공학의 발전이 가속되었다. 산업혁명기(期)에 각종 기계나 그 수리와 보수를 위한 도구가 발달하고, 그런 도구들은 영국으로부터 다른 나라로 퍼져나갔다.
화학공학도 산업혁명기(期)였던 19세기에 기계공학과 같이 발전했다. 대량 생산은 신소재나 새로운 제조법을 필요로 하기 때문에 그에 따른 화학물질의 대량 생산이 필수적이었고 결국 그것이 1880년 경까지 새로운 산업으로 확립되었다. 화학공학은 그러한 화학공장이나 제조법의 설계를 맡았다.
항공공학은 항공기의 설계를 취급하는 분야로 항공우주공학은 우주선의 설계까지 확장된 비교적 최근의 학문분야이다. 그 기원은 19세기부터 20세기까지 걸쳐진 항공기의 선구적 발전이지만, 최근엔 18세기 말의 조지 케일리의 업적이 기원으로 인정받고 있다. 초기의 항공기는 다른 공학 분야의 개념이나 기법을 도입해서 대부분 경험론적으로 발전해갔다.
라이트 형제가 첫 비행에 성공해서 약 10년 후에는 항공공학이 크게 발전해, 제 1차 세계대전에 군용 항공기가 발전되기까지 했다. 반면, 과학적 기초를 닦는 연구는 이론 물리학과 실험을 결합하는 것으로 행해졌다.

## 컴퓨터의 이용
공학에서 컴퓨터의 역할은 커지고 있다. 공학에 관해서 컴퓨터가 지원을 하는 각종 소프트웨어가 존재한다. 수리모델의 구축이나, 그것을 기본으로 하는 수치해석도 컴퓨터를 사용해서 하는 것이다.
예를 들어, CAD소프트웨어는 3차원 모델링이나 2차원의 설계도의 작성을 쉽게 한다. CAD를 응용한 DMU(Digital Mock Up)나 유한요소법 등을 적용한 CAE(Computer Aided Engineering)를 사용하면 시간과 비용이 소요되는 물리적인 프로토타입을 만들지 않아도 모델을 작성해서 해석할 수 있다.
컴퓨터를 이용해 제품이나 상품의 결함을 알아내거나, 부품끼리의 맞물림을 조사하거나, 인체공학적인 면을 연구하거나, 압력, 온도, 전자파, 전류와 전압, 유체의 흐름, 운동이나 시스템의 정적 및 동적 특성을 해석하는 것이 가능하다.
특정 공학 분야를 위한 소프트웨어도 있다. 예를 들어, CAM소프트웨어는 CNC공작기계에 주어지는 명령렬을 생성한다.
생산 공정을 관리하는 소프트웨어로 공정관리 시스템(MPM)이 있다. EDA(Electronic Design Automation)는 반도체 집적 회로나 프린트 기반이나 전자 회로의 설계를 지원한다.간접재 조달을 관리하는 MRO소프트웨어도 있다.
최근엔, 제품 개발에 관련된 소프트웨어의 집합체로 제품 수명 주기 관리(PLM)소프트웨어가 사용되고 있다.

## 사회적 상황
공학은 본질적으로 인간과 사회의 행동에 좌우된다. 현대의 제품이나 건설은 반드시 공학설계의 영향을 받고 있다. 공학 설계는 환경, 사회, 경제에 변화를 미치는 도구이며, 그 응용에는 큰 책임이 부여되어 있다. 많은 공학계의 학회는 행동규약을 제정하고, 회원이나 사회에 그것을 알리려고 하고 있다. 공학 프로젝트 중에는 논쟁이 되는 것도 있다. 예를 들어 핵무기개발, 중유 추출 등이 있다. 이것에 관한 사회적 책임에 대해 엄한 방침을 설정해놓은 기업도 있다.
공학은 인간개발의 중요한 원동력 중 한 가지다. 아프리카의 사하라 사막 부근의 공학적 능력은 매우 낮고, 그 때문에 아프리카의 여러 나라는 대개 자력으로 중요한 기반시설을 개발하는 것이 불가능하다. 밀레니엄 개발 목표의 상당부분을 달성하기 위해서는 기반시설의 개발과 지속가능한 기술적 개발이 가능하기 위한 충분한 공학적 역량을 필요로 한다. 해외의 개발이나 재해 구조를 실행하는 NGO는 기술자를 다수 모으고 있다. 다음과 같은 자선단체가 인류를 위해 공학으로 도와주는 것을 목표로 하고 있다.
- 국경없는 기술자들(Engineers Without Borders)
- Engineers Against Poverty(EAP)
- Registered Enginners for Disaster Relif(RedR)
- Engineers for a Sustainable World (ESW)

## 다른 학문분야와의 관계

### 과학
과학자는 있는 그대로의 세계를 연구하며 기술자는 본 적 없는 세계를 창조한다.— 카르만

카르만은 고전적인 공학교과서 Foundation of Solid Mechanics의 개정판에서 다음과 같이 썼다.
공학은 과학과 완전히 다르다. 과학자는 자연을 이해하려고 한다. 기술자는 자연세계에 존재하지 않는 것을 만들려고 한다. 기술자는 발명을 강조한다. 발명을 실현화하기 위해서는 아이디어를 실체화해서, 모든 사람이 쓸 수 있는 형체로 설계해야 한다. 그것은 장치, 도구, 재질, 기법, 컴퓨터 프로그램, 혁신적인 실험, 문제의 새로운 해결책, 기존의 무언가를 개량하는 것이다. 설계는 구체적이지 않으면 안 되며, 형태나 수법이나 수치가 설정되어야한다. 새로운 설계에 착수하려면 기술자는 필요한 정보가 모두 준비되어 있을 리 없음을 알아차려야 한다. 많은 경우 과학지식의 부족에 따라 정보가 제한되어 있다. 따라서 기술자는 수학이나 물리학이나 화학이나 생물학이나 역학을 공부한다. 그러고 나서 공학에 있어서의 필요성에 따라 관련 과학의 지식을 추가하는 경우도 많다.
과학적 방법과 공학적 방법에는 겹치는 부분이 있다. 공학적 방법은 과학적으로는 엄밀히 해명돼있지 않은 과거의 여러 사례에서부터 도출할 수 있는 경험론적 법칙을 짜 맞추는 것이다. 하지만 그 기본은 현상의 정확한 관찰이다. 관찰 결과를 분석해서 전달하기 위해, 공학적 방법이든 과학적 방법이든 수학과 같은 분류기준을 사용한다.
Walter Vincenti의 저서 What Engineers Know and How They Know it에 따르면, 공학의 연구는 과학의 연구와는 다른 성질을 가지고 있다고 하고 있다. 공학은 대체로 물리학이나 화학으로 정확히 이해할 수 있는 분야지만, 문제 자체는 정확한 방법으로 풀기엔 너무 복잡하다. 예를 들어 항공기에 관해 공기역학적 흐름을 나비어-스톡스 방정식의 근삿값으로 나타내거나 재료의 피로(疲勞, 영어: fatigue) 손상의 계산에 마이너 법칙을 사용한다. 또한, 공학에서는 태반은 경험론적인 수업도 자주 채용하고 있다.
역사적으로 보면 공학은 자연과학과 서로 영향을 끼치면서 발달해 왔다고 한다. 예를 들어, 증기기관의 효율이 관한 연구로부터 열에 관한 인식이 깊어졌다.열에 관해 자연과학에서의 연구가 진행될 수 있었던 것에 따라 냉각기술 또한 개발될 수 있었다.

### 의학과 생물학
목적이나 방향성은 다르지만, 의학과 공학의 일부 분야의 공통분모로 인체의 연구가 있다. 의학에 관해선 필요하면 기술을 사용해서도 인체의 기능을 유지, 강화해서 경우에 따라 인체의 일부를 대체하는 것을 목표로 하는 것도 있다.
현대의학은 이미 일부의 장기의 기능을 인공의 것으로 치환하는 것을 가능하게 하고 있고, 심장 박동기 등이 자주 사용되고 있다. 의용생체공학은 생체에의 인공물을 채워 넣는 것을 전문으로 하는 영역이다.
역으로 인체를 생물학적 기계로 취급해 연구대상으로 하는 공학 분야도 있으며, 기술로 그 기능을 진화시키는 것을 전문으로 한다. 예를 들어, 인공지능, 뉴런 네트워크, 퍼지 논리, 로봇 등이 있다. 공학과 의학의 학제적인 영역 또한 존재한다.
의학과 공학은 실세계에 관한 문제해결을 목적으로 하고 있다. 그 때문에 현상을 좀 더 엄밀하고 과학적으로 이해할 필요가 있으며, 두 분야 모두 실험이나 경험적 지식이 필수로 되어있다.
의학은 인체의 기능도 연구한다. 인체는 생체 기계로 인식했을 경우에 공학적 수법으로 모델화 가능한 다수의 기능을 가지고 있다.
예를 들어, 심장은 펌프와 비슷한 기능을 가지고,골격은 지렛대와 연결된 듯 한 구조를 가지고 있다.또한 뇌는 전기신호를 발생시키고 있다.이런 유사성이나 의학에 관한 공학의 응용의 중요성의 증대에 따라, 공학과 의학의 지식을 응용한 의용생체공학이 태어났다.
시스템 생물학 같은 새로운 과학 분야는 시스템의 모델링이나 컴퓨터를 이용한 해석 등 공학에서 사용되어 왔던 해석 수법을 채용해서 생명을 이해하려고 하고 있는 것이다.

### 예술
공학과 예술의 사이에도 관련이 있다. 건축, 조원, 인더스트리얼 디자인은 마치, 공학과 예술의 접점을 교환하는 분야이다. 다른 부분에도 간접적으로 관련 있는 분야가 있다.
시카고 미술관은 NASA의 항공우주 관련 디자인에 관한 전람회를 개최한 적이 있다로베르 마야르가 설계한 다리는 예술적이라고 평가받고 있다. 남 플로리다 주립대에서는 국립과학재단의 지원을 받아, 공학부에 예술과 공학을 맞추는 학과가 개설되어 있다.
레오나르도 다빈치는 르네상스기의 예술가 겸 기술자로 유명하다.

### 그 외
정치학에 '공학'이라고 하는 말을 도입한 사회공학이나 정치공학은, 공학의 방법론이나 정치학의 지식을 이용해서, 정치구조나 사회구조의 형성을 연구한다.

## 참고 문헌
- Dorf, Richard, 편집. (2005). 《The Engineering Handbook》 2판. Boca Raton: CRC. ISBN 0849315867.
- Billington, David P. (1996년 6월 5일). 《The Innovators: The Engineering Pioneers Who Made America Modern》. Wiley; New Ed edition. ISBN 0-471-14026-0.
- Petroski, Henry (1992년 3월 31일). 《To Engineer is Human: The Role of Failure in Successful Design》. Vintage. ISBN 0-679-73416-3.
- Petroski, Henry (1994년 2월 1일). 《The Evolution of Useful Things: How Everyday Artifacts-From Forks and Pins to Paper Clips and Zippers-Came to be as They are》. Vintage. ISBN 0-679-74039-2.
- Lord, Charles R. (2000년 8월 15일). 《Guide to Information Sources in Engineering》. Libraries Unlimited. doi:10.1336/1563086999. ISBN 1-563-08699-9.
- Vincenti, Walter G. (1993년 2월 1일). 《What Engineers Know and How They Know It: Analytical Studies from Aeronautical History》. The Johns Hopkins University Press. ISBN 0-80184588-2.
- Hill, Donald R. (1973년 12월 31일) [1206]. 《The Book of Knowledge of Ingenious Mechanical Devices: Kitáb fí ma'rifat al-hiyal al-handasiyya》. Pakistan Hijara Council. ISBN 969-8016-25-2.

## 같이 보기
- 공학용어집
- KIST
- 과학 석사